# دریمس
دریمِس (انگلیسی: Dreamus) یک شرکت الکترونیک و سرگرمی است که در سال ۱۹۹۹ با عنوان ReignCom تأسیس شد. اکنون دفتر اصلی آن در کره جنوبی (و قبلاً در ایالات متحده) است. از سال ۲۰۱۴، زمانی که قبلاً با عنوان آی‌ریور شناخته می‌شد، یکی از شرکت‌های تابعهٔ اس‌کی تلکام بوده است.